# Homoranthus homoranthoides
Homoranthus homoranthoides là một loài thực vật có hoa trong Họ Đào kim nương. Loài này được (F.Muell.) Craven & S.R.Jones mô tả khoa học đầu tiên năm 1991.